# Volley-ball aux Jeux sud-asiatiques de 2010
Navigation
2006 2012
Voici les résultats des compétitions de volley-ball aux Jeux sud-asiatiques 2010. À cette occasion, seule l'épreuve masculine de volley-ball figurait au programme.

## Tournoi masculin

### Équipes présentes
| - Afghanistan - Bangladesh - Inde - Maldives - Népal - Pakistan - Sri Lanka |

### Composition des poules
| Poule A                            | Poule B                    |
| ---------------------------------- | -------------------------- |
| Bangladesh Maldives Népal Pakistan | Afghanistan Inde Sri Lanka |

### Tour préliminaire

#### Poule A
| # | Équipe     | Pts | J | G | P | Sp | Sc | Ratio | Pp  | Pc  | Ratio |
| - | ---------- | --- | - | - | - | -- | -- | ----- | --- | --- | ----- |
| 1 | Pakistan   | 6   | 3 | 3 | 0 | 9  | 1  | 9     | 243 | 185 | 1.314 |
| 2 | Maldives   | 5   | 3 | 2 | 1 | 6  | 5  | 1.2   | 238 | 241 | 0.988 |
| 3 | Népal      | 4   | 3 | 1 | 2 | 3  | 8  | 0.375 | 209 | 256 | 0.816 |
| 4 | Bangladesh | 3   | 3 | 0 | 3 | 5  | 9  | 0.556 | 289 | 279 | 1.036 |

#### Poule B
| # | Équipe      | Pts | J | G | P | Sp | Sc | Ratio | Pp  | Pc  | Ratio |
| - | ----------- | --- | - | - | - | -- | -- | ----- | --- | --- | ----- |
| 1 | Inde        | 4   | 2 | 2 | 0 | 6  | 1  | 6     | 173 | 125 | 1.384 |
| 2 | Sri Lanka   | 3   | 2 | 1 | 1 | 4  | 3  | 1.333 | 146 | 125 | 1.168 |
| 3 | Afghanistan | 2   | 2 | 0 | 2 | 0  | 6  | 0     | 87  | 150 | 0.58  |

### Places 1 à 4
|  | Demi-finales                  | Demi-finales                  |                        |   | Finale                              | Finale                              |
|  | Demi-finales                  | Demi-finales                  |                        |   | Finale                              | Finale                              |
|  |                               |                               |                        |   |                                     |                                     |
|  | 03-02-2010, 26-24 25-21 25-19 | 03-02-2010, 26-24 25-21 25-19 |                        |   | 04-02-2010, 25-23 23-25 16-25 16-25 | 04-02-2010, 25-23 23-25 16-25 16-25 |
|  | 03-02-2010, 26-24 25-21 25-19 | 03-02-2010, 26-24 25-21 25-19 |                        |   | 04-02-2010, 25-23 23-25 16-25 16-25 | 04-02-2010, 25-23 23-25 16-25 16-25 |
|  | Pakistan                      | 3                             |                        |   | 04-02-2010, 25-23 23-25 16-25 16-25 | 04-02-2010, 25-23 23-25 16-25 16-25 |
|  | Pakistan                      | 3                             |                        |   | 04-02-2010, 25-23 23-25 16-25 16-25 | 04-02-2010, 25-23 23-25 16-25 16-25 |
|  | Sri Lanka                     | 0                             |                        |   | 04-02-2010, 25-23 23-25 16-25 16-25 | 04-02-2010, 25-23 23-25 16-25 16-25 |
|  | Sri Lanka                     | 0                             | Pakistan               | 1 |                                     |                                     |
|  | 03-02-2010, 21-25 12-25 14-25 |                               | Pakistan               | 1 |                                     |                                     |
|  |                               | Inde                          | 3                      |   |                                     |                                     |
|  | Maldives                      | Inde                          | 3                      | 0 |                                     |                                     |
|  | Maldives                      |                               |                        | 0 |                                     |                                     |
|  | Inde                          | 3                             |                        |   |                                     |                                     |
|  | Inde                          | 3                             | Match pour la 3e place |   |                                     |                                     |
|  |                               |                               |                        |   |                                     |                                     |
|  | 04-02-2010, 25-15 25-16 25-18 |                               |                        |   |                                     |                                     |
|  |                               |                               |                        |   |                                     |                                     |
|  | Sri Lanka                     | 3                             |                        |   |                                     |                                     |
|  | Sri Lanka                     | 3                             |                        |   |                                     |                                     |
|  | Maldives                      | 0                             |                        |   |                                     |                                     |
|  | Maldives                      | 0                             |                        |   |                                     |                                     |

## Classement hommes
| Place              | Équipe    |
| ------------------ | --------- |
| Médaille d'or      | Inde      |
| Médaille d'argent  | Pakistan  |
| Médaille de bronze | Sri Lanka |
| 4                  | Maldives  |